# Música catalana
La música catalana és la música en llengua catalana i la creada als Països Catalans.

## Definició
La música catalana és la música en llengua catalana o creada als Països Catalans. També s'ha entès com a música catalana tota la música composta i interpretada dins d'algun d'aquests supòsits:
- Música produïda per persones catalanes, ja siguin intèrprets o compositors. S'hi inclouen majoritàriament els compositors que produeixen (o varen produir) la seva obra per a un context català, però també aquells que ho fan o ho varen fer fora dels Països Catalans. Probablement el cas més emblemàtic és el del guitarrista Ferran Sor; també és significatiu el del pare Antoni Soler. En aquest apartat hi acostumen a figurar, també, els intèrprets de relleu. Podem citar com a exemples Tete Montoliu o Montserrat Caballé.

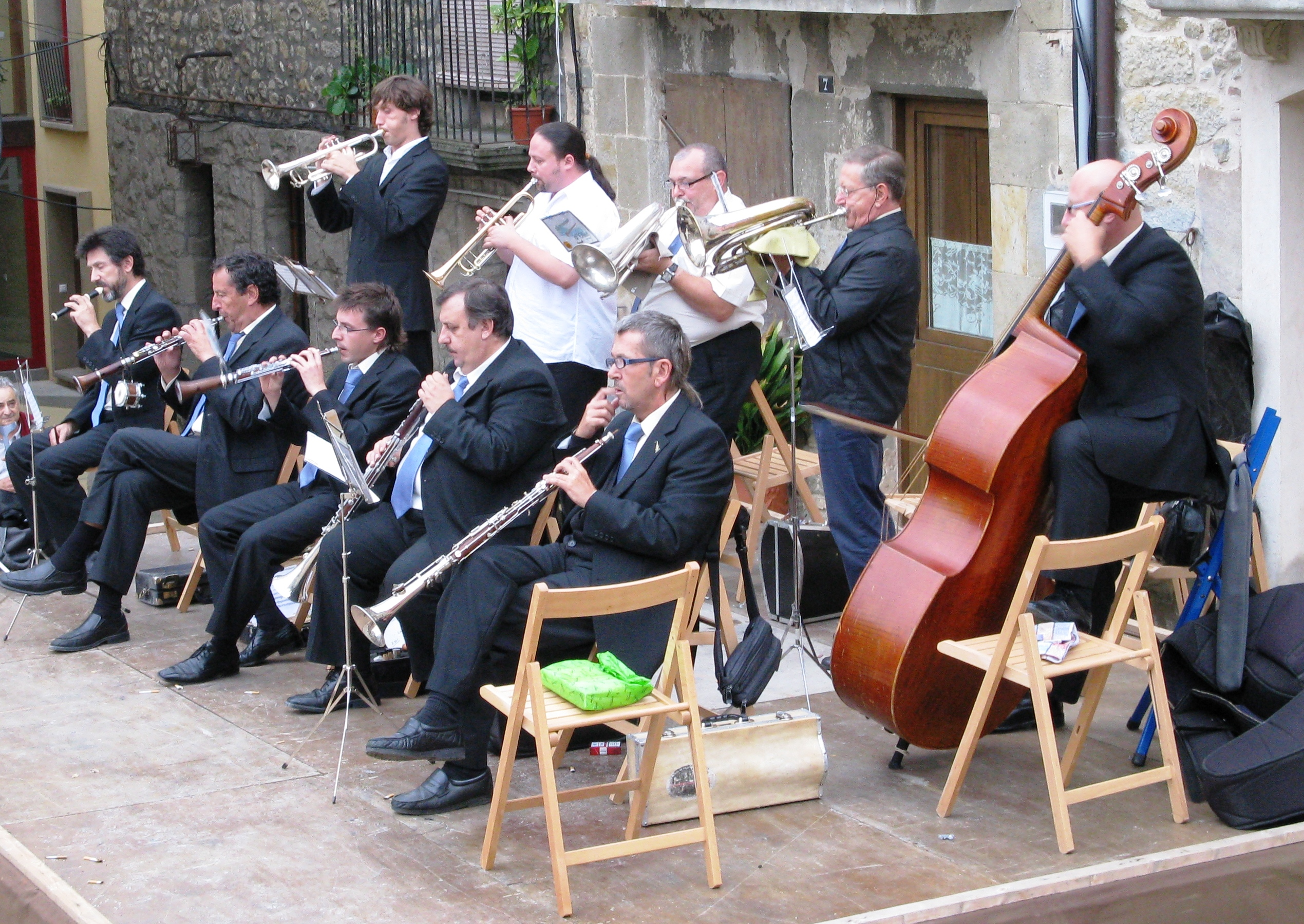
La cobla és el tipus d'agrupació musical que més fàcilment i universalment es considera genuïnament com a catalana (Cobla Principal d'Olot)

- Música d'autor anònim conservada i localitzada en algun fons català i de la qual se suposa que fou creada als Països Catalans; és a dir, per a un context català sense tenir la certesa de la nacionalitat de l'autor. Un exemple seria el Llibre Vermell de Montserrat.

- Música produïda per persones originàries d'altres indrets, però que varen treballar —si més no una part de la seva vida— en i per a un context català. Un cas rellevant és el de Joan Brudieu. O Gato Pérez.

- Estils o gèneres sorgits als Països Catalans i que tenen una especificitat en respecte a altres gèneres semblants, propis d'altres terres. És el cas de la rumba catalana o les havaneres.

En el cas de la música moderna, i concretament del rock i gèneres afins, el terme és més controvertit atès que alguns vinculen la qualificació de «catalana» a la llengua utilitzada en els textos de les cançons. Segons aquesta accepció seria rock català el rock amb text en català.

## Història

### L'eclosió del rock català
Va ésser a finals dels 80 quan la música catalana assistí a l'eclosió de l'anomenat rock català encapçalats per grups com Sopa de Cabra, Lax'n'Busto, Els Pets, Sau, Sangtraït o Umpah-pah. Si bé aquests grups foren els seus màxims representants, cal dir que n'existiren d'altres que sense tenir l'èxit mediàtic també gaudiren d'una remarcable notorietat, aquest és el cas de Duble Buble, Kitsch, Tancat per defunció, Detectors, N'gai n'gai, Grec, La Gran Aventura o La Madam.
A finals dels anys 80 s'introduí la llengua catalana a les discoteques de la mà de Laura Martí i Marc Bolta, representants del Sabadell Sound.

## Estils

### Antiga
- Jordi Savall
- Montserrat Figueras

### Clàssica
- Joan Brudieu

### Òpera
- Josep Carreras
- Victòria dels Àngels
- Montserrat Caballé

### Tradicional
- El Pont d'Arcalís
- Al-Mayurqa
- Música Nostra
- Quico el Célio, el Noi i el Mut de Ferreries
- Uc (grup musical)
- Pau Casals
- Grup de Folk
- Al Tall

### Jazz
- Tete Montoliu
- Llibert Fortuny
- Pep Poblet
- Andrea Motis
- Joan Chamorro
- La Vella Dixieland
- Barcelona Jazz Orquestra
- La Locomotora Negra

### Rumba
- Peret
- Gato Pérez
- Sabor de Gràcia
- Txarango
- Doctor Prats
- Buhos
- Els Catarres

### Rock
- Lax'n'Busto
- Sopa de Cabra
- Obrint Pas
- La Gossa Sorda

### Pop
- Antònia Font
- Mishima

### Dance
- DAXA Music
- MAK & SAK feat. XANA
- Sak Noel
- Xana Blue

### Rap
- At Versaris
- Subversa
- Senyor Oca
- Zoo

### Hip hop, trap
- Pawn Gang[2]
- Lildami
- LiL GUiU[3]
- BELIKEDICC[4]

### Reggae
- Adala
- Txilum
- Joan Love
- Koers

### Reggaeton, Dancehall
- Crimen Pasional[5]
- Bad Gyal[6]
- Na Pai

### Electrònica
- Desert
- Sau Poler
- John Talabot
- Balago